# Камило Хорватин
Камило Хорватин (Вараждин, 18. јул 1896 — 15. март 1938), југословенски револуционар и политички радник.

## Биографија
Рођен је 18. јула 1896. године у Вараждину. Уписао је Трговачку школу у Загребу, али је због учествовања у ђачком штрајку и у атентату на комесара Славка Цуваја 1912. године, био ухапшен и осуђен на две године затвора. После тога је у Загребу завршио школовање и запослио се као банкарски чиновник.
Године 1919, учествовао је у штрајку банкарских чиновника. Исте године се прикључио југословенском комунистичком покрету и постао члан тада основане Комунистичке партије Југославије (КПЈ).
Од 1919. до 1936. године, био је истакнути комунистички функционер. Био је предавач на првој политичкој школи КПЈ у Загребу, од 1919. до 1920, секретар Покрајинског секретаријата КПЈ за Хрватску и Славонију, члан Централног комитета КПЈ, члан Политбироа ЦК КПЈ и члан Представништва КПЈ у Коминтерни.
Године 1920, био је изабран за загребачког градског заступника на листи КПЈ, а 1927. године на листи Републиканског савеза радника и сељака, као и за заступника Загребачке обласне скупштине. У периоду фракцијских борби унутар КПЈ, био је истакнути представник леве фракције. Био је делегат на Другом и Трећем конгресу и Четвртој земаљској конференцији КПЈ. Бавио се и новинарство. Био је покретач, сарадник и уредник гласила КПЈ - „Нови свијет“, „Комунист“, „Борба“ и теоријског часописа „Класна борба“.
После завођења Шестојануарске диктатуре у Југославији, 1929. године, емигрирао је у Аустрију, а потом је извесно време боравио у Чехословачкој и на крају у Совјетском Савезу. У Москви је од 1934. године био предавач и управитељ Југословенског сектора на Комунистичком универзитету националних мањина Запада (КУНМЗ). Тамо је радио и као сарадник Аграрног института.
У време стаљинових чистки, био је ухапшен 7. фебруара 1938. године и осуђен на смрт. Стрељан је 15. марта исте године. Одлуком Војног колегијума Врховног суда Совјетског Савеза рехабилитован је 30. октобра 1963. године.
Његова супруга Јовнка Милеуснић-Хорватин такође је учествовала у комунистичком покрету. Била је заједно са њим ухапшена, 1938. године и осуђена на осам година затвора. После изласка из затвора, 1946. године, вратила се у Југославију. Током Народноослободилачког рата, 1944. године погинуо је њихов син Дамјан, као политички комесар једне партизанске бригаде.